# آکادمی جوانان آژاکس
آکادمی جوانان آژاکس (انگلیسی: Ajax Youth Academy) یک آکادمی جوانان فوتبال است که در آمستردام، هلند مستقر است و از آن‌جا ۱۳ تیم جوانان (۷–۱۸ سال) را مدیریت می‌کند. این آکادمی، کلینیک ابتدایی جوانان تیم فوتبال هلند آژاکس آمستردام است. این باشگاه به شدت به آکادمی جوانان بستگی دارد زیرا آنها جوانان آینده دار را از تیم‌های جوانان به تیم بزرگسالان منتقل می‌کنند تا بتوانند استعداد خود را به نمایش بگذارند و به ستاره تبدیل شوند.